# Харден (Ајова)
Харден (енгл. Hawarden) град је у америчкој савезној држави Ајова. По попису становништва из 2010. у њему је живело 2.546 становника.

## Демографија
Према попису становништва из 2010. у граду је живело 2.546 становника, што је 68 (2,7%) становника више него 2000. године.
| Група             | 2000.         | 2010.         |
| Белци             | 2.289 (92,4%) | 2.003 (78,7%) |
| Афроамериканци    | 8 (0,3%)      | 12 (0,5%)     |
| Азијати           | 7 (0,3%)      | 7 (0,3%)      |
| Хиспаноамериканци | 158 (6,4%)    | 510 (20,0%)   |
| Укупно            | 2.478         | 2.546         |